# Herbert Kellner (Politiker)
Herbert Kellner (* 23. Dezember 1917 in Bodenbach/Elbe, Sudetenland; † 12. August 1983) war ein deutscher Landtagsabgeordneter der SPD in Baden-Württemberg.

## Leben
Herbert Kellner wurde am 23. Dezember 1917 in Bodenbach/Elbe im Sudetenland geboren. Er erwarb sein Abitur am Staatsobergymnasium in Tetschen und studierte an der Karls-Universität in Prag Rechts- und Staatswissenschaften. Er promovierte 1939 und arbeitete ab dem 1. April 1940 als Gerichtsreferendar. Von 1940 bis 1945 leistete er Kriegsdienst. Seine große juristische Staatsprüfung legte er 1950 ab, danach arbeitete er als Anwaltsassessor in Amberg/Oberpfalz und in Düsseldorf. Später wurde er Justitiar in Bonn. Eine eigene Anwaltskanzlei hatte er ab 1960. 1962 wurde er Stadtrat in Bopfingen/Württemberg. Er war Ortsvorsitzender der Sudetendeutschen Landsmannschaft.
Im März 1967 kam er als Nachrücker für Adolf Hasenöhrl in den Landtag von Baden-Württemberg, stand 1968 jedoch nicht für die Wiederwahl zur Verfügung.

## Familie
Herbert Kellner war verheiratet und hatte drei Kinder.